# Zuzana (САУ)
Zuzana (тр. «Зу́зана») — самохідна артилерійська установка, подальша модифікація САУ «Dana» з гарматою калібром 155 мм.
Як і попередні зразки, САУ Zuzana 2 також побудована на колісному шасі TATRA 8x8. Машина оснащена 155-мм гаубицею з довжиною ствола у 52 калібри та максимальною дальністю стрільби 41 км. Маса самохідки 32 т, екіпаж складається з чотирьох осіб. Автоматична система заряджання дозволяє здійснювати 6 пострілів за хвилину або 16 пострілів за 3 хвилини.

## Варіанти

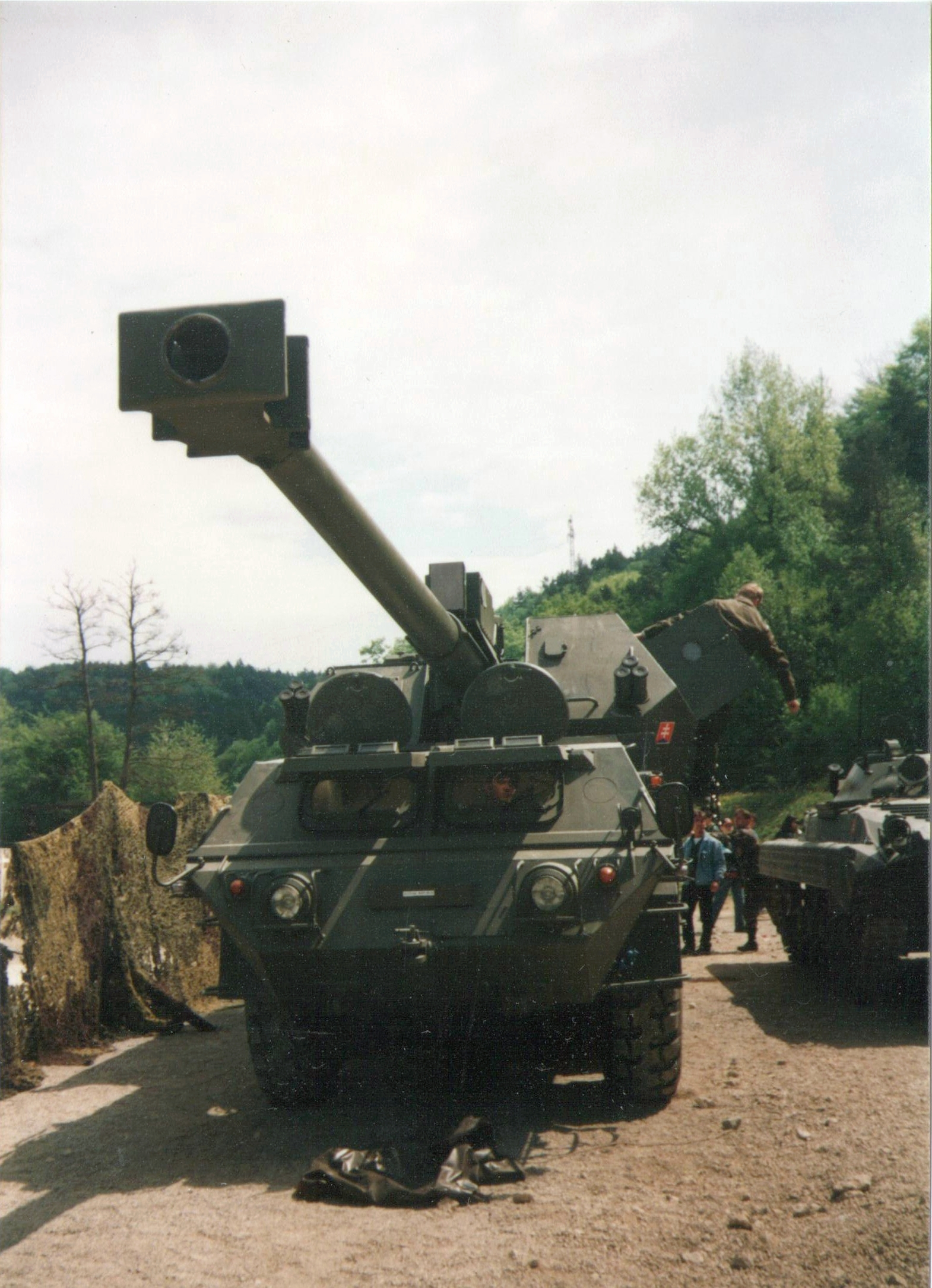

### 155 mm ShKH Zuzana
Перша версія прийнята на озброєння Словацької армії в 1998 році.
Шасі машини — модифікація Tatra 815 із колісною формулою 8×8, моторне відділення перенесено в корму машини. Машина здатна розвертатись по колу радіусом 14 м.
Під час стрільби з гармати машина стабілізується чотирма гідравлічними опорами, що знаходяться між другою та третьою віссю.
Башта та кабіна водія легкоброньовані, забезпечують захист від уламків та куль калібру 7,62 мм. Гармата ділить башту на дві частини з кондиціонуванням повітря.
Основне озброєння — гармата калібру 155 мм і 45 калібрів завдовжки (близько 7000 мм) має кути піднесення -3.5°…+ 70°, башта повертається за азимутом -60°…+60°.
Максимальна відстань до цілі при використанні спеціальних снарядів ERFB-BB та зарядом номер 10 становить більше 39 км.
При автоматичній перезарядці максимальний темп стрільби протягом першої хвилини — 6 пострілів на хвилину, потім 5 пострілів за хвилину.
При ручному заряджанні темп стрільби дорівнює 2 постріли за хвилину.
Автоматична перезарядка дає можливість одночасного ураження цілі кількома снарядами (MRSI — Multiple Rounds Simultaneous Impact), тобто, зміна заряду, траєкторії, тощо, призводить до того, що певна кількість снарядів може вразити ціль майже одночасно.
Бортовий комп'ютер забезпечує автоматичну прив'язку до місцевості. Машини також можуть обмінюватись інформацією між собою та отримувати дані з командного пункту.
Додаткову амуніцію підвозить транспортно-заряджальна машина Zuzana MV.

### 155 mm ShKH Zuzana 2
Модернізація першої версії шляхом встановлення ствола 52 калібрів завдовжки, оберт башти на 360°, нова броньована кабіна обслуги, завдяки автоматизації процесів розмір команди обслуговування зменшено до 3 осіб. Пройшла випробування в грудні 2009 року. Спочатку було замовлено 25 машин (планувалось постачання в 2021 та 2022 роках)

### 155 mm ShKH Himalaya
Модифікація створена на запит закордонного замовника — башта з колісної машини була пристосована до гусінного шасі. Фактично, башта від колісної Zuzana була встановлена на шасі Т-72. Однак, далі випробувань справа не пішла.

### Morana
Подальший розвиток колісних САУ виробництва «Excalibur Army» калібру 155 мм та стволом 52 калібрів завдовжки. Відрізняється від попередніх розробок розташуванням безпілотної башти в кормі машини Tatra 815-7 8×8. Завдяки автомату заряджання обслуга складає 3-4 людини. Morana оснащена дистанційно керованим модулем «Guardian Secutor» з 12,7 мм кулеметом.

## Тактико-технічні характеристики
Основне озброєння:
- Калібр: 155 мм
- Довжина ствола: 45 калібрів (52 в модифікації Zuzana 2)
- Боєкомплект: 40 снарядів/40 зарядів
- Максимальна відстань до цілі: 39,6 км
- Мінімальна відстань до цілі: 5,6 км
- Темп стрільби:
  - Протягом першої хвилини: 6 пострілів за хвилину
  - Сталий: 5 пострілів за хвилину
- Заряджання: повністю автоматичне
- Поворот башти: ±60°(360° в модифікації Zuzana 2)
- Кут піднесення: +70°/-3,5°

Загальні:
- Обслуга: 4 (3 в модифікації Zuzana 2)
- Шасі: Tatra 815 8×8
- Довжина: 12,97 м
- Ширина: 3,015 м
- Висота: 3,300 м
- Маса: 28,450 кг
- Максимальна швидкість по шосе: понад 80 км/год
- Запас ходу: 750 км

Долає перешкоди:
- Рів, ширина: 2 м
- Вертикальна перешкода, висота: 0,6 м
- Брід: 1,4 м

Додаткове озброєння:
- Кулемет 7,62 або 12,7 мм для самооборони

## Оператори
- Кіпр: 12 одиниць у версії Zuzana 2000G на озброєнні Національної Гвардії Кіпру. Були спочатку придбані Грецією в Словаччині, а потім вже придбані Кіпром в Греції[8].
- Словаччина: 16 одиниць Zuzana, в липні 2021 року їм на заміну були отримані перші 8 одиниць Zuzana-2 з 25 законтрактованих[9].
- Україна: 8 одиниць в січні 2023 року[10], ще 16 замовлено на початку жовтня 2022 року(перші 2 з 16 отримано[11] 1 серпня 2023)[12].

### Словаччина
У 1998 словацька армія прийняла на озброєння 155-мм/45 САУ Zuzana, що є глибокою модернізацією «Дани» під стандарти НАТО. Відомо, що на озброєнні Словаччини перебуває 16 самохідок Zuzana.
Виробництвом САУ займається словацьке підприємство Konstrukta-Defence. Контракт на постачання 25 самохідних гаубиць ShKH Zuzana 2 було підписано 23 травня 2018 року, вартість угоди склала 206 млн доларів США. Поставки були розраховані на три роки, з 2020 по 2022 рік.
22 липня 2021 року Збройні сили Словацької Республіки отримали перші вісім САУ ShKH Zuzana 2.
До кінця 2021 року ще 8 одиниць гаубиць будуть доставлені до збройних сил Словацької Республіки, решту 9 САУ передадуть у військо до кінця наступного року.
Очікується, що нові артустановки замінять у збройних силах Словаччини САУ ShKH vz. 2000 Zuzana, що перебувають на озброєнні артдивізіону 2-ї механізованої бригади.
Наприкінці листопада 2021 року Збройні сили Словаччини провели у Польщі спільні навчання з використанням нової самохідної артилерійської установки «Zuzana-2». Об'єднані навчання проводилися перед відправленням словацьких військових в Латвію для посилення бойової групи батальйону НАТО під керівництвом Канади, яка була розгорнута в Латвії (навчання збіглися в часі з кризою на кордоні між Білоруссю та ЄС).

### Україна
В червні 2022 року Україна замовила у Словаччини 8 САУ Zuzana 2.
Про отримання перших чотирьох машин Збройними Силами України було повідомлено 13 серпня 2022 року. Ці САУ стали сьомим типом артилерійських систем калібру 155 мм на озброєні українських військових.
2 жовтня 2022 року було повідомлено, що Данія, Норвегія та Німеччина погодились оплатити виробництво 16 САУ «Zuzana 2» для України. Вартість контракту, за даними німецького телеканалу ARD, склала 93 млн євро. Машини почнуть надходити в 2023 році.
14 листопада 2022 року одна САУ була втрачена в ході бойових дій під час контрнаступу Збройних сил України.
28 серпня 2023 року Zuzana 2 було офіційно прийнято на озброєння Збройних Сил України.